# Олд-Орчард-Біч (Мен)
Олд-Орчард-Біч (англ. Old Orchard Beach) — переписна місцевість (CDP) в США, в окрузі Йорк штату Мен. Населення — 8960 осіб (2020). Офіційно було засноване в 1657 році. Стоїть на березі затоки Соко (англ. Saco Bay) Атлантичного океану і в літню пору року є популярним курортом.
У тауні є залізнична станція системи Amtrak, відкрита з середини весни до середини осені.

## Географія
Згідно бюро перепису населення США загальна площа тауна 19.6 км, з яких, 19.3 км² є землею, і 0.3 км (1.32 %) вода.

## Демографія
Згідно з переписом 2010 року, у місті мешкали 8624 особи в 4454 домогосподарствах у складі 2106 родин. Було 6886 помешкань
Расовий склад населення:
| - 96,2 % — білих - 0,9 % — азіатів - 0,8 % — чорних або афроамериканців - 0,4 % — корінних американців |

До двох чи більше рас належало 1,3 %. Частка іспаномовних становила 1,7 % від усіх жителів.
За віковим діапазоном населення розподілялося таким чином: 14,3 % — особи молодші 18 років, 66,8 % — особи у віці 18—64 років, 18,9 % — особи у віці 65 років та старші. Медіана віку мешканця становила 47,8 року. На 100 осіб жіночої статі у місті припадало 91,8 чоловіків;  на 100 жінок у віці від 18 років та старших — 89,8 чоловіків також старших 18 років.
Середній дохід на одне домашнє господарство  становив 81 922 долари США (медіана — 50 663), а середній дохід на одну сім'ю — 102 832 долари (медіана — 62 000). Медіана доходів становила 51 750 доларів для чоловіків та 44 792 долари для жінок. За межею бідності перебувало 8,1 % осіб, у тому числі 8,6 % дітей у віці до 18 років та 5,0 % осіб у віці 65 років та старших.
Цивільне працевлаштоване населення становило 4824 особи. Основні галузі зайнятості: освіта, охорона здоров'я та соціальна допомога — 21,5 %, мистецтво, розваги та відпочинок — 15,7 %, фінанси, страхування та нерухомість — 12,2 %, роздрібна торгівля — 11,8 %.